# スリープレス (曲)
「スリープレス」（Sleepless）は、スウェーデンの歌手エリック・サーデの1作目のシングル。

## 概要
エリック・サーデのソロデビューシングル。

## 収録曲
1. スリープレス "Sleepless"